# 博洛尼亚香肠
博洛尼亚香肠发源于意大利的博洛尼亚，是摩德代拉香肠的一个变种，跟前者外形相似，都是由精细猪肉馅制成的，而其中又夹杂了肥肉块。除了猪肉以外，也有鸡肉、火鸡肉、牛肉、鹿肉或者大豆蛋白制成的博洛尼亚香肠。传统上必需的调味料包括黑胡椒、肉豆蔻、多香果、旱芹、芫荽以及香桃木果。在美国，政府规定博洛尼亚香肠中不得含有大块的肥肉，所有的材料都必需绞碎。

## 博洛尼亚红肠

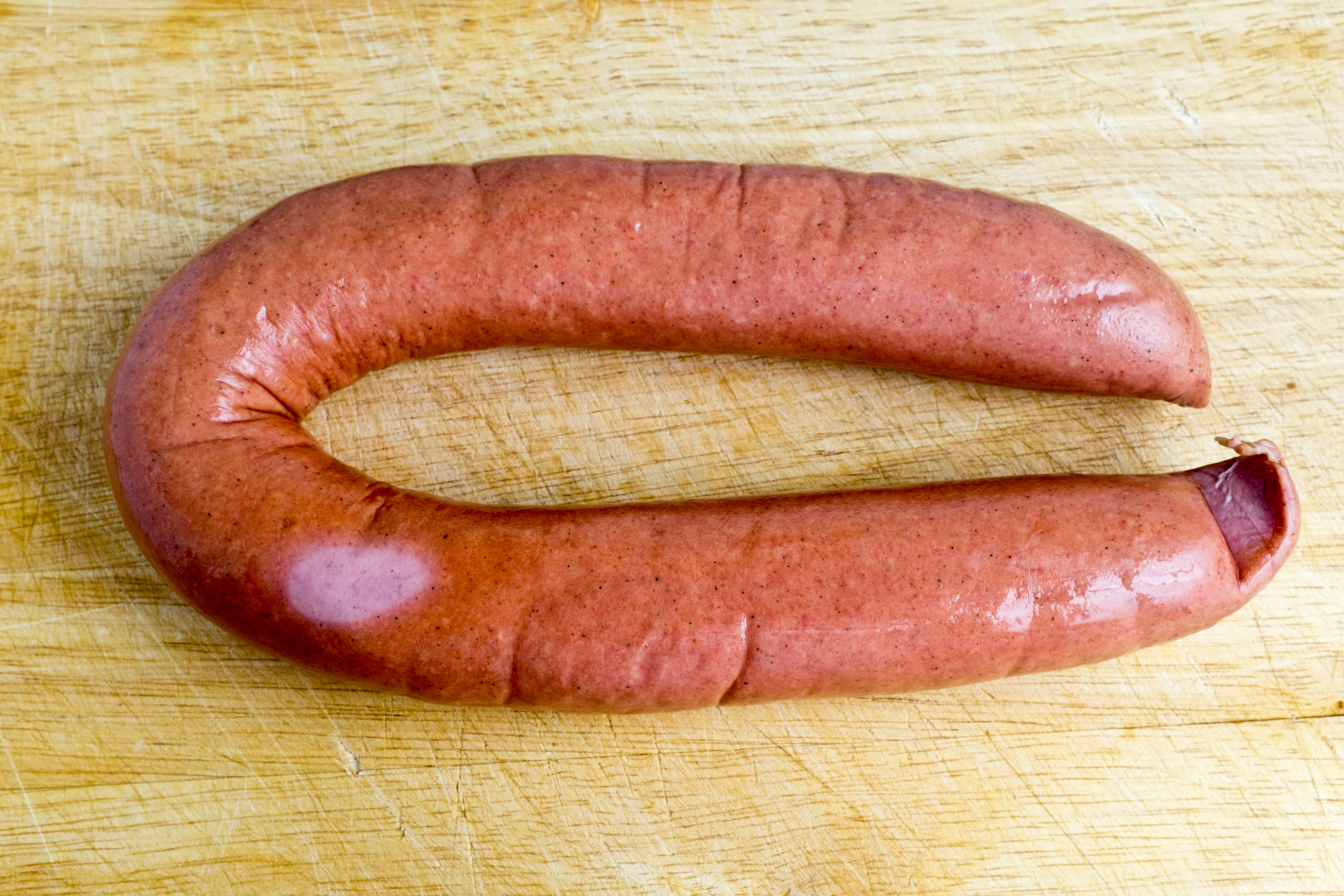
博洛尼亚红肠

博洛尼亚红肠比一般的博洛尼亚香肠细，常见的吃法是切片以后配苏打饼干，作为前菜食用。博洛尼亚红肠通常是按条出售的，制成的红肠被扭成半圆形或者C字形，而一般的博洛尼亚香肠都是切好以后按片出售的。博洛尼亚红肠也可以腌制，腌好后切成厚块直接冷食。

## 拉格博洛尼亚香肠
拉格博洛尼亚香肠比一般的博洛尼亚香肠含有更多的油脂，传统上包裹在一块布(Rag)中，并因此而得名。拉格博洛尼亚香肠比普通博洛尼亚香肠额外添加了奶粉、面粉、其他谷物和香料，最后还需要在乳酸中浸泡，最后在外面包裹石蜡才算制成。拉格博洛尼亚香肠流行于田纳西西部的地区，其他地方并不常见。常见的食用方法是和泡菜一起夹在白面包里吃，并配上芥末酱；在家庭聚会时，也会把香肠切厚片，熏制以后和其他肉类一起烧烤。
在纽芬兰也有类似的香肠，被称为“蜡博洛尼亚香肠”。当地人把香肠厚片油炸之后食用，称为“纽芬兰牛排”。

## 波罗内香肠
在南非人们把博洛尼亚香肠称为波罗内香肠。波罗内香肠的原料比较廉价，而且由于添加了人工色素呈现不自然的亮粉色。因此主要消费群体为低收入人群。在澳洲和新西兰也把类似的小香肠成为波罗内香肠，而大号的这类香肠被称为法国波罗内香肠。波罗内香肠里也经常添加大蒜。

## 素博洛尼亚香肠
博洛尼亚香肠有多种素食版本。一种典型的英式素食博洛尼亚香肠用大豆和面筋替代肉类原料，用棕榈油替代动物脂肪，再配以面粉、卡拉胶和香料。食用方法和烹饪方法都和传统的博洛尼亚香肠类似。

## 相关链接
- 博洛尼亚三明治
- 扎肉——类似于波洛尼亚香肠的越南香肠
- 法倫香腸